# پردیس سینمایی اطلس
پردیس سینمایی اطلس یک پردیس سینمایی در مشهد، ایران است.
این پردیس که دارای ۱۴ سالن و با گنجایش ۱۱۳۳ نفر است در بازار اطلس  قرار دارد و در ۱۳ بهمن ۱۳۹۶ افتتاح شده‌است.
تمامی سالن‌های پردیس سینمایی اطلس، به عنوان بزرگ‌ترین مجموعه سینمایی مشهد و شهرستان‌های کشور، مجهز به مدرن‌ترین تجهیزات صوتی و تصویری است. این مجموعه سینما دارای سه سالن مبله VIP و یک سالن باظرفیت ۲۰۰ صندلی، مخصوص نمایش است.